# ヤン・ファン・エイク
ヤン・ファン・エイク（蘭: Jan van Eyck,1395年頃 - 1441年7月9日）は、初期フランドル派のフランドル人画家。日本語文献ではヴァン・エイク、ファン・アイクなどとカナ表記される場合もある。
主にブルッヘで活動し、15世紀の北ヨーロッパ でもっとも重要な画家の一人と見なされている。
わずかに残る記録から、ファン・エイクは1390年ごろの生まれで、おそらくマースエイク出身だと考えられている。ファン・エイクの幼少期についてはほとんど伝承不明であるが、ブルゴーニュ公フィリップ3世（フィリップ善良公）の宮廷に迎えられた1425年ごろからの記録は比較的整理され残存している。フィリップ3世の宮廷に出仕する以前は、エノー、ホラント、ゼーラントを支配していたバイエルン公ヨハン3世に仕えていた。当時のファン・エイクはすでに自身の工房を経営しており、ハーグのビネンホフ城の再装飾の仕事に従事。1425年ごろにブルッヘに移住したファン・エイクはフィリップ3世に認められ、宮廷画家、外交官としてその宮廷に仕えるようになった。その後、トゥルネーの画家ギルドの上級メンバーに迎えられ、ロベルト・カンピンやロヒール・ファン・デル・ウェイデンといった、初期フランドル派を代表する画家たちと親交を持った。

## 生涯と画家としてのキャリア

### 幼少期と家族
ヤン・ファン・エイクの誕生日、生誕地はともに伝わっていない。その生涯における現存する最古の記録はバイエルン公ヨハン3世の宮廷のもので、1422年から1424年にかけての、1人から2人の助手を持つ近侍 (en:valet de chambre) の地位を兼任する宮廷画家である「優れた画家ヤン (Meyster Jan den malre )」に対する支払記録である。このことから、ヤンの生年が遅くとも1395年以前であることがわかる。しかしながら、1433年に描かれたロンドンのナショナル・ギャラリーが所蔵する 自画像と考えられている『ターバンの男の肖像』の外貌からみて、ほとんどの美術史家が1395年よりも早い1390年に近い年に生まれたとしている。

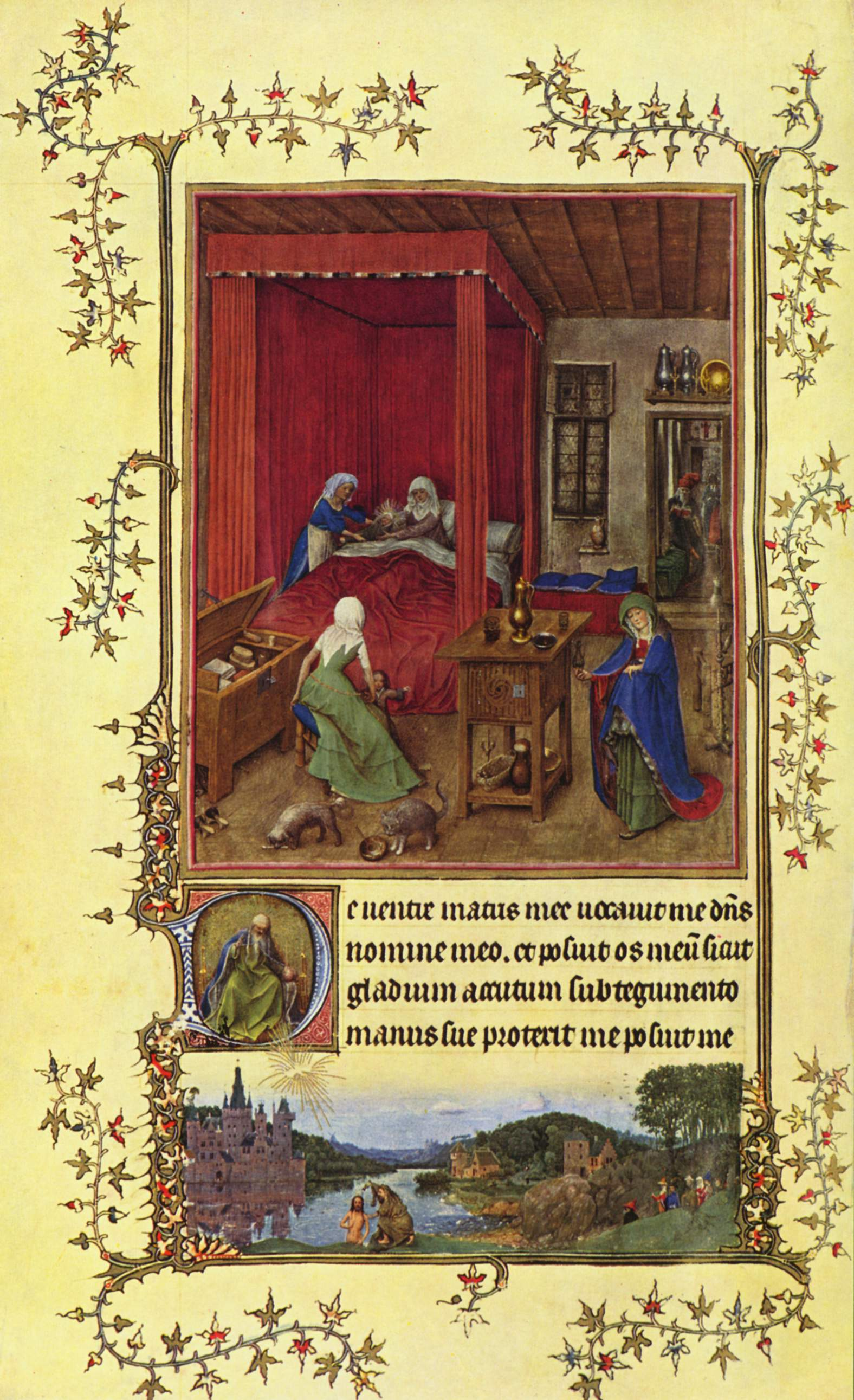
『トリノ＝ミラノ時祷書』の挿絵で、「作者 G」が描いた『洗礼者ヨハネの誕生』。この「作者 G」はヤン・ファン・エイクではないかと考えられている。

1500年代の終わりになってから、ファン・エイクの生誕地がリエージュの教会教区マースエイクであるという見解が発表された。当時の通称には出身地を付与することが多く、「ファン・エイク」が「エイク（出身）の」を意味することから、現在でもこの説を採用する美術史家は多い。さらに娘のレフィーネが、ファン・エイクの死後にマースエイクで修道女になったこともこの説を裏付ける証拠とされている。
ネーデルラントで制作された未完の有名な装飾写本『トリノ＝ミラノ時祷書』には複数の画家による挿絵が描かれているが、このうち「作者 G」として知られる画家はヤン・ファン・エイクだという説がある。もしこの推測が正しければ、『トリノ＝ミラノ時祷書』の挿絵が、現存するファン・エイクの最初期の作品ということになる。『トリノ＝ミラノ時祷書』の挿絵のほとんどが1904年の火災で焼失してしまい、現在残っているのは写真や複製画となっている。
ヤン・ファン・エイクの兄は、ヤンと同じく優れた画家だったフーベルト・ファン・エイクで、両名ともに同じ場所で生まれたと考えられている。ヤンのもっとも有名な作品である『ヘントの祭壇画』はファン・エイク兄弟の合作であり、1420年ごろに制作を開始したフーベルトが1426年に死去したため、ヤンが制作を引継いで1432年に完成させた作品である。もう一人の兄弟ランベルトもブルゴーニュ宮廷の記録に名前があり、同じく画家でヤンがブルッヘで経営していた工房を監督していたとされている。さらに、ヤンよりも年少で北フランスで画家として活動していたバルテルミー・ファン・エイクも親族だったのではないかと考えられている。

### 円熟期とフィリップ3世からの寵愛

『受胎告知』（1434年 - 1436年）
ナショナル・ギャラリー（ワシントン）

宮廷画家として仕えていたバイエルン公ヨハン3世が死去すると、ファン・エイクは1425年に、当時大きな権力と政治的影響力を持っていた、ヴァロア家の一員であるブルゴーニュ公フィリップ3世の宮廷に迎えられた。ファン・エイクは当初リールに居を構えたが、1年後にはブルッヘに移り、1441年に死去するまで当地で暮らしている。ファン・エイクのフィリップ3世の宮廷での活動に関する、多くの文献が20世紀に出版された。フィリップ3世の代理としての外交官を務めることもあり、絵画制作自体が重要な外交任務となることもあった。しかしながら、フィリップ3世とイザベル・ド・ポルテュガルの婚儀をとりまとめる代表団の任務の一環として、1428年から1429年にイザベラの肖像画を2点描いたこと以外は、ファン・エイクが果たした外交上の業績はよく分かっていない。
フィリップ3世の宮廷画家、近侍 (en:valet de chambre) として、ヤン・ファン・エイクは並外れて多くの報酬を得ていた。宮廷に迎えられた当初から年収は非常に高かったうえに、その後数年間で2度もそれまでの倍の年収に引き上げられており、さらには特別手当が追加されることも多かった。当時の初期フランドル派の画家の大部分が、不特定多数からの個人的な絵画制作依頼によって生計を立てていた中、このような高年収を得ていたファン・エイクは画家たちのなかでも特別な地位を占めるようになった。ファン・エイクがフィリップ3世から非常に高く評価されていたことを示す記録が残っている。これは、1435年にフィリップ3世が財務担当官に対して、ファン・エイクへの報酬が未払いになっていることを叱責した記録で、もしファン・エイクがブルゴーニュ宮廷を去ってしまったなら、その「芸術と学識」の面で替わりになる人物はどこにもいないではないかというものである。さらにフィリップ3世はファン・エイクの子供の名付け親になっているほか、ファン・エイクが死去した際には未亡人に援助を行い、その数年後にファン・エイクの娘の1人が修道院に入るために必要な費用を出したりもしている。

## 作風
ヤン・ファン・エイクは宮廷画家としてだけではなく、市井からの個人的な絵画制作依頼も受けていた。それらの絵画の中でもっとも重要な作品が、富裕な商人ヨドクス・フィエトとその夫人エリザベト・ボルルートの依頼で描いた『ヘントの祭壇画』である。製作途中に死去した兄フーベルトの後を継ぎ、1432年ごろに完成し、聖バーフ大聖堂に奉納された。この多翼祭壇画は、「北ヨーロッパ写実主義の最終到達点」とまで言われている。イタリアでの初期ルネサンスの作品群とは異なり、ファン・エイクを始めとする初期フランドル派の画家たちが追求したのはギリシア・ローマ時代の理想化の再現ではなく、自然そのものを正確に観察して絵画に表現することだった。また、ファン・エイクが行ったことで当時としては例外的だといえることが、署名と制作日付を自身の作品に書き入れることで、後にこの行為は絵画制作に不可欠なものだと見なされるようになっている。

## 評価と後世への影響

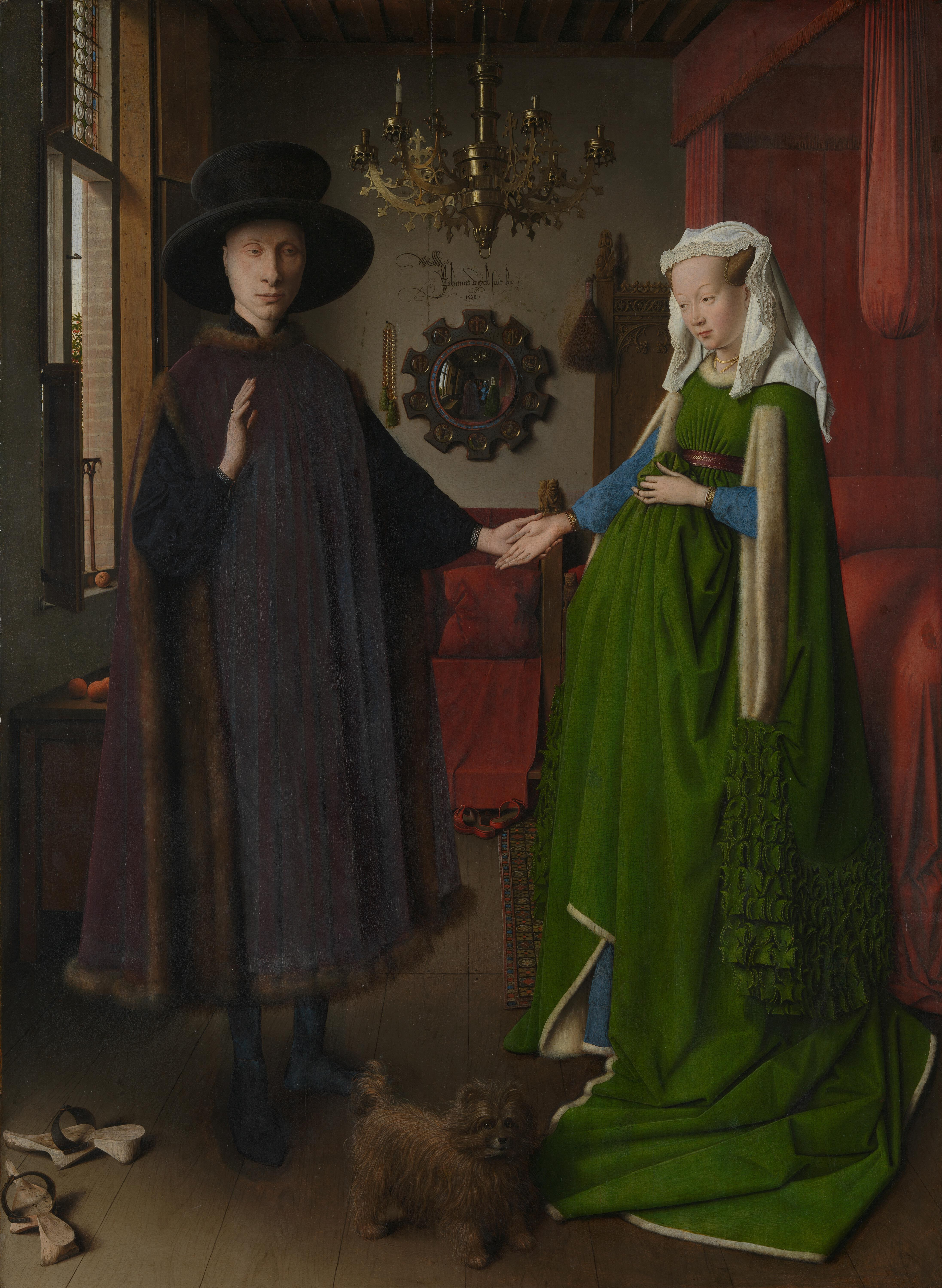
『アルノルフィーニ夫妻像』（1434年）
ナショナル・ギャラリー（ロンドン）
背景の壁面中央には「ヤン・ファン・エイクここにありき」という銘があり、さらにその下の丸い凸面鏡にはヤン・ファン・エイクの自画像と思われる人物が小さく映りこんでいる。

ヤン・ファン・エイクに関する最初期の重要な文献は、イタリア人人文学者、歴史家バルトロメオ・ファツィオ (en:Bartolomeo Facio) が1454年にジェノヴァで出版した『偉人伝』で、ファン・エイクは当時「第一級の画家」として紹介されている。さらにファツィオはファン・エイクを、ロヒール・ファン・デル・ウェイデン、ジェンティーレ・ダ・ファブリアーノ、ピサネロとともに、15世紀世紀前半で最高の芸術家であると位置づけている。イタリア人のファツィオが自国の画家と同様に、ネーデルラントの画家たちにも強い興味を示していたことは注目に値する。『偉人伝』には、ファン・エイクの現存していない作品にもわずかながら言及があり、著名なイタリア人のコレクションに所蔵されていたことなどが書かれているが、まったく別人の作品をファン・エイクの作品であるとして誤った同定をしている箇所もある。ファツィオは、ファン・エイクが十分な教育を受けた人物で、古典、とくに古代ローマの博物学者大プリニウスの美術論に精通していたと記している。古代ローマの詩人オウィディウスの著作『恋愛術』から引用した語句が『アルノルフィーニ夫妻像』のオリジナルの額（現存していない）に刻まれていたことからも古典に詳しかったことがうかがえ、さらに、多くの作品にラテン文字で書かれた銘が見られることも、ファン・エイクが十分な教育を受けた人物であったことを裏付けている。ヤン・ファン・エイクがラテン文字に詳しかったのは、フィリップ3世の命で諸外国へと旅した経験が役立っていた可能性もある。

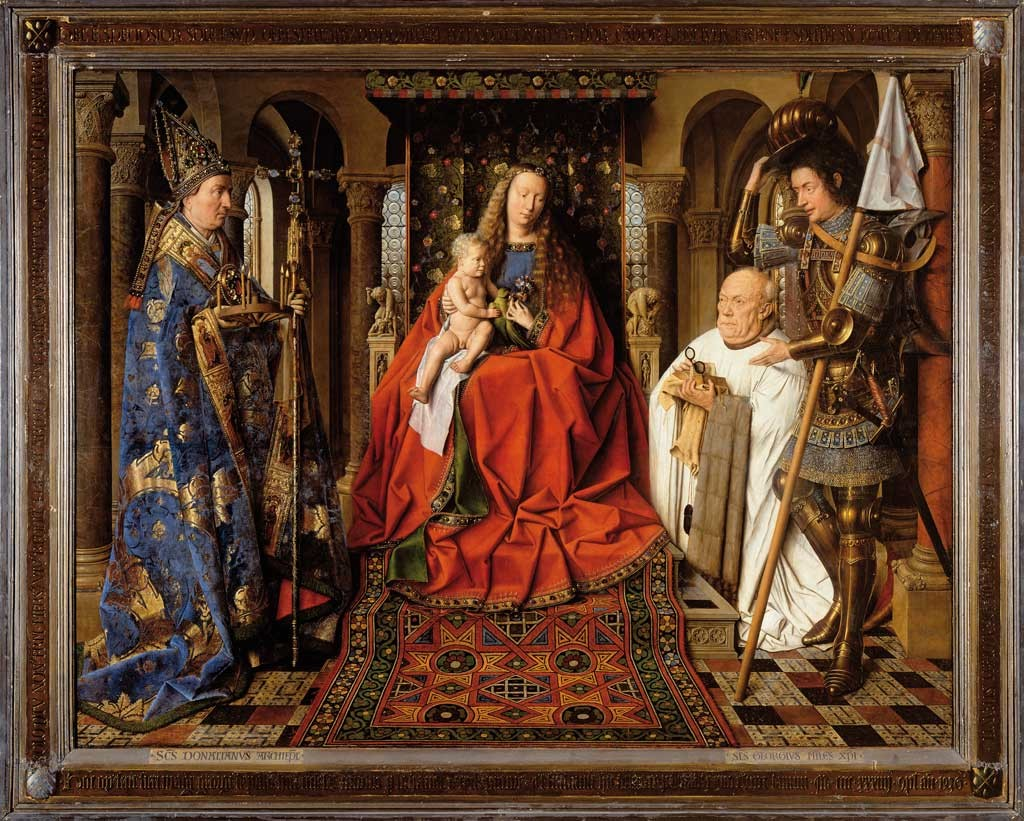
『ファン・デル・パーレの聖母子』（1434年）
グルーニング美術館（ブルッヘ）
ヤン・ファン・エイクが後に埋葬される、聖ドナトゥス協同教会の司教座聖堂参事会員ヨリス・ファン・デル・パーレからの依頼で描かれた。

ヤン・ファン・エイクがブルッヘで活動を始めてからの10年間で、革新した油彩技法によって、その評価と絵画技術は格段の進展を見せた。ヤン・ファン・エイクの革命的ともいえる油彩技法の刷新は、16世紀のイタリア人画家、伝記作家ジョルジョ・ヴァザーリの著書『画家・彫刻家・建築家列伝』によって伝説となり、ファン・エイクが油絵具を発明したといわれるようになった

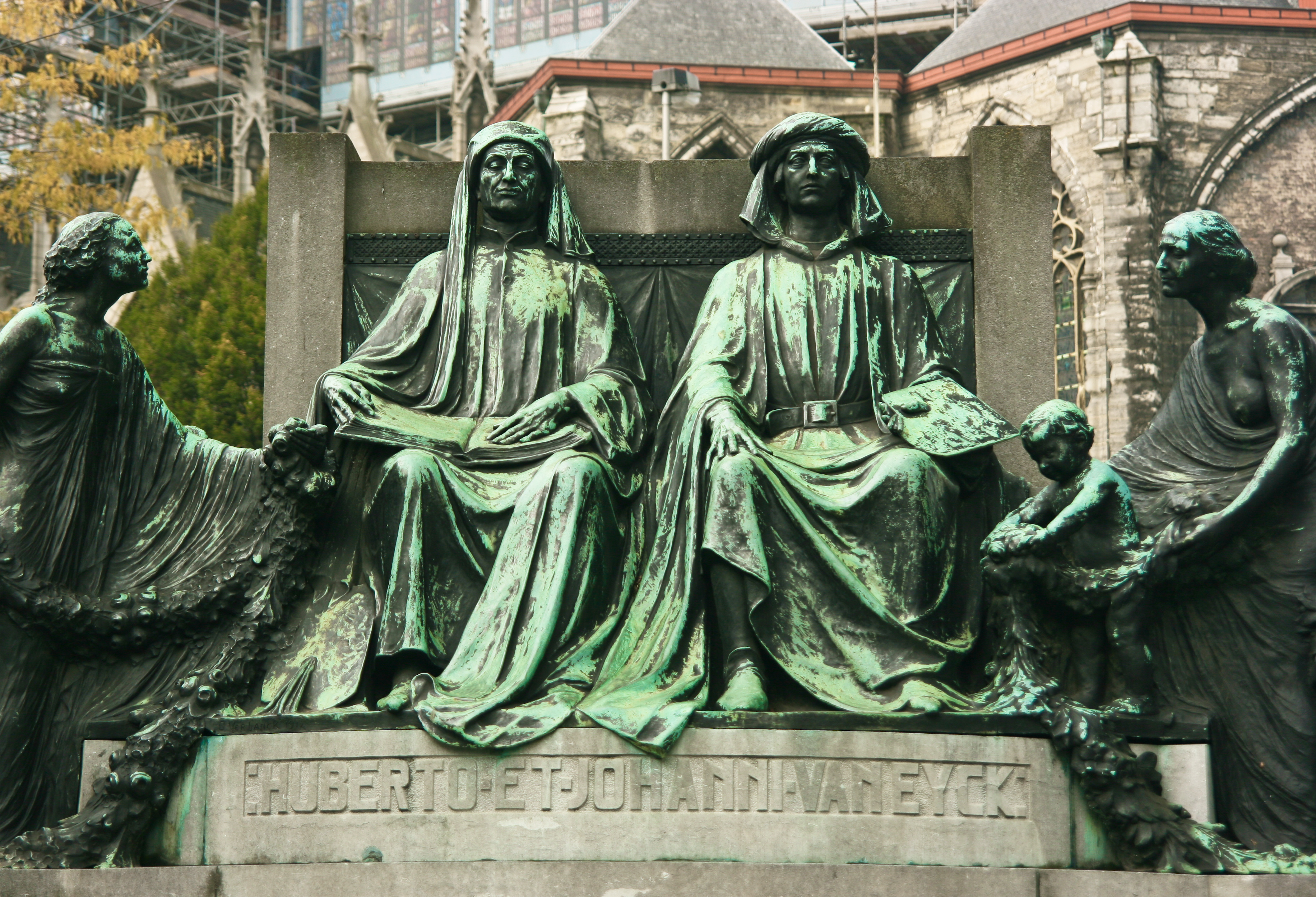
ヘントのシント・バーフ大聖堂前庭に建てられたフーベルト・ファン・エイクとヤン・ファン・エイクの像。

現存する歴史的文書から、ファン・エイクは生前から北ヨーロッパ中で絵画に革命を巻き起こした巨匠と見なされていたことが分かっている。ファン・エイクの絵画構成と手法は幾度となく模倣された。美術史における画家のモットーのうち、最初期にしてもっとも代表的ともいえる、ヤン・ファン・エイクの「我に能う限り (ALS IK KAN )」が最初に見られるのは、1433年の作品で自画像ではないかと言われ、当時の自負心が浮かび上がるかのような『ターバンの男の肖像』である。1434年から1436年にかけてが、ヤン・ファン・エイクの最盛期とされ、この時期に『宰相ロランの聖母』、『ルッカの聖母』、『ファン・デル・パーレの聖母子』などの名作が描かれた。また、この時期にかなり年下のマルガレーテと結婚している。1437年の記録から、ファン・エイクがブルゴーニュ宮廷の最上流階級から非常に高い評価を得ていたことと、諸外国からも多くの制作依頼を受けていたことが窺える。

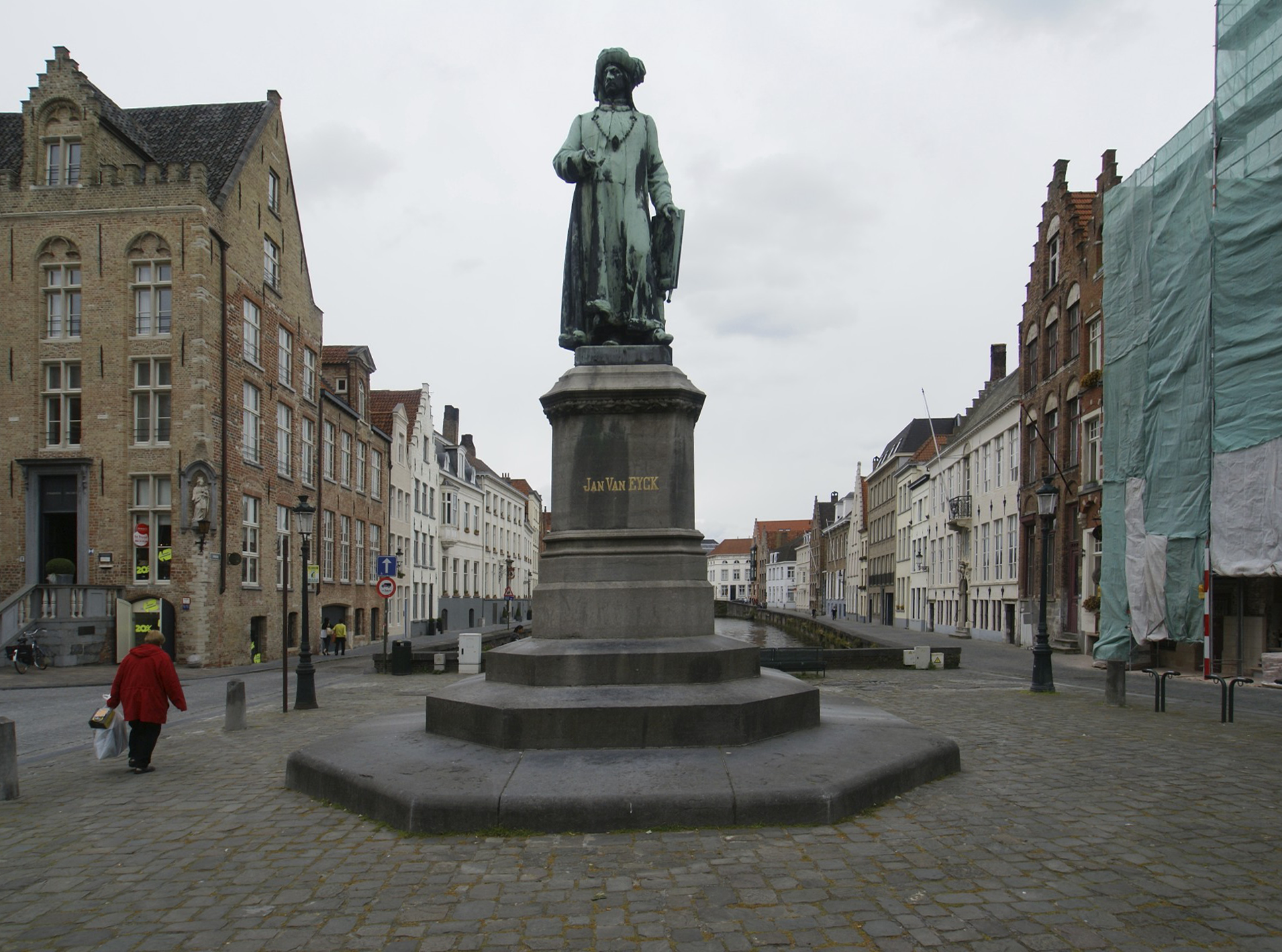
ブルッヘのヤン・ファン・エイク広場にあるヤン・ファン・エイクの像。

ファン・エイクは1441年7月9日にブルッヘで死去し、同地の聖ドナトゥス大聖堂 に埋葬された。残された多くの未完成の作品は工房の職人たちが引継いで完成させている。現在でも、工房が完成させた作品であるとはいえ、初期フランドル派の絵画作品の好例であると見なされている作品が多い。ブルゴーニュ公国のみならず諸外国にまでファン・エイクの名声が広まったのは、当時のブルゴーニュ公国が政治、芸術の中心地だったことも大きく影響していた。